# Bartramia brachypus
Bartramia brachypus là một loài rêu trong họ Bartramiaceae. Loài này được Bruch & Schimp. ex Müll. Hal. mô tả khoa học đầu tiên năm 1849.